# Nicholas Grainger
NIcholas Grainger (Rotherham, 3 ottobre 1994) è un nuotatore britannico.

## Carriera
Specializzato nello stile libero, ha vinto il titolo mondiale nella staffetta 4x200m stile libero ai campionati di Budapest 2017.

## Palmarès
- Mondiali

Kazan 2015: oro nella 4x200m sl.
Budapest 2017: oro nella 4x200m sl.
- Giochi del Commonwealth

Gold Coast 2018: argento nella 4x200m sl.